# Time Zone (videojuego)
Time Zone (La zona del tiempo) es una aventura conversacional creada por Ken y Roberta Williams y publicada por On-Line Systems. Sería el último videojuego publicado por On-Line Systems antes de que fuera renombrado poco después a Sierraventure, futura Sierra On-Line. Fue lanzado exclusivamente para Apple II.

## Argumento
Los Neburitas son una raza extraterrestre que han vigilado desde hace milenios el desarrollo del hombre, desde que comenzó a dar sus primeros pasos con el fuego. Poco a poco comenzaron a verlo con temor al ver cómo su civilización evolucionaba a una velocidad asombrosa, al punto de que su tecnología, a la altura del siglo XX, ya era comparable a la neburita. Aún milenios más tarde, en el año 4081, Nabaru, el líder de los Neburitas ha decidido destruir la Tierra antes de que les supere y se conviertan en la nueva fuerza tecnológica dominante de la galaxia. Tú controlarás a un viajero en el tiempo que tendrá que moverse por todas las épocas de la historia de la Tierra en una máquina del tiempo, buscando el modo de evitar la catástrofe.

## Desarrollo
Time Zone constituyó todo un récord para la época, al ocupar la cifra de seis discos de doble cara, con unas 1.500 habitaciones para explorar, muchísimo más que cualquier otro videojuego de la época. Time Zone fue el videojuego más extenso de la historia, y mantendría este récord durante casi siete años.
Aparte del vasto aumento del mapa a explorar, el desarrollo del mismo no difiere del de otros títulos de Sierra de la época. Se trata de una aventura conversacional en la cual debemos leer un texto descriptivo e introducir las órdenes por teclado para recoger objetos, examinar el entorno y usar objetos para avanzar en la aventura. Los gráficos estáticos se ofrecen como complemento a la descripción textual.